# 珍重
| ウィキペディアには「珍重」という見出しの百科事典記事はありません（タイトルに「珍重」を含むページの一覧/「珍重」で始まるページの一覧）。 代わりにウィクショナリーのページ「珍重」が役に立つかもしれません。 |